# Eriogonum latens
Eriogonum latens är en slideväxtart som beskrevs av Jepson. Eriogonum latens ingår i släktet Eriogonum och familjen slideväxter. Inga underarter finns listade i Catalogue of Life.